# 萨尔切多 (维琴察省北)
萨尔切多（義大利語：Salcedo），是意大利威尼托大区维琴察省的一个市镇。总面积6平方公里，人口1022人，人口密度170.3人/平方公里（2009年）。国家统计（ISTAT）代码为024090。